# Sphecosesia aterea
Sphecosesia aterea is een vlinder uit de familie van de wespvlinders (Sesiidae), onderfamilie Sesiinae.
Sphecosesia aterea is voor het eerst wetenschappelijk beschreven door George Francis Hampson in 1919. De soort komt voor in het Oriëntaals gebied.